# Libagua
Libagua ist ein osttimoresischer Suco im Verwaltungsamt Laga (Gemeinde Baucau).

## Geographie

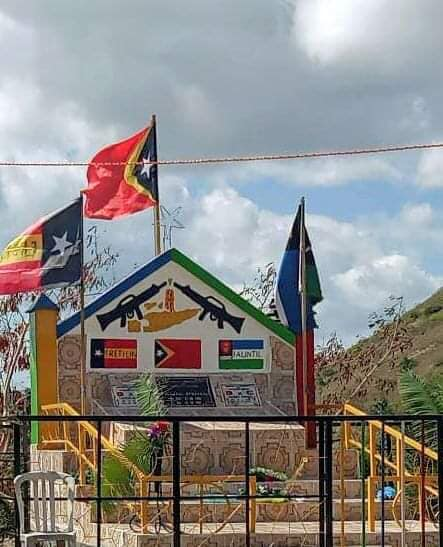
Mahnmal für Freiheitskämpfer bei Togumutu, Aldeia Buibata

Libagua liegt im Zentrum des Verwaltungsamts Laga. Westlich liegt der Suco Tequinaumata, nördlich die Sucos Soba, Nunira und Samalari, südöstlich der Suco Sagadate und südlich der Suco Atelari. Die Überlandstraße von der Verwaltungsamtshauptstadt Laga nach Baguia berührt den Suco Libagua an seiner Nordspitze. Diese wird, zusammen mit dem Ort Libagua durch den Fluss Assarini vom restlichen Suco getrennt. Der Assarini entspringt an der Grenze zu Samalari, durchquert Libagua und trennt den Suco von seinem Nachbarn Soba, bevor er in den Lequinamo mündet, der im Grenzgebiet zwischen Libagua und Tequinaumata entspringt.
Libagua hat eine Fläche von 9,15 km² und teilt sich in die fünf Aldeias Buibata (Bui-Bata), Larimuta, Larino, Libagua und Tirilolo.
Der Ort Libagua (auch Uari Lana) liegt im Norden des Sucos, auf einer Meereshöhe von 484 m. Hier befindet sich die Grundschule des Sucos, die Escola Primaria Catolica Libagua. Zwischen den Grenzen zu Soba im Westen und Nunira im Norden und dem Assarini im Süden liegt das Dorf Larimuta (Larim). Südlich des Flusses, nah dem Zentrum des Sucos liegt das Dorf Tirilolo.

## Einwohner

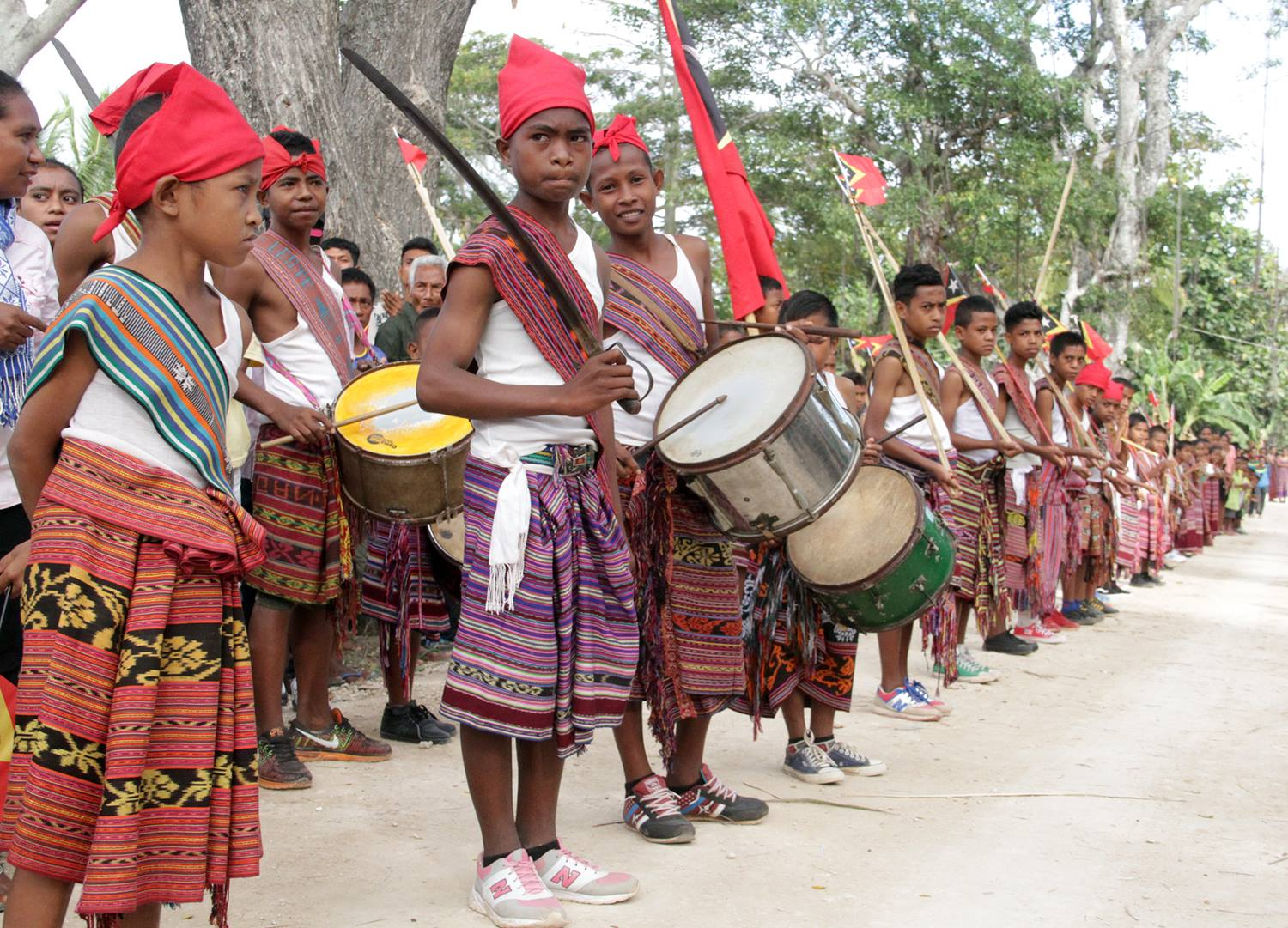
Feierlichkeiten in Libagua (2016)

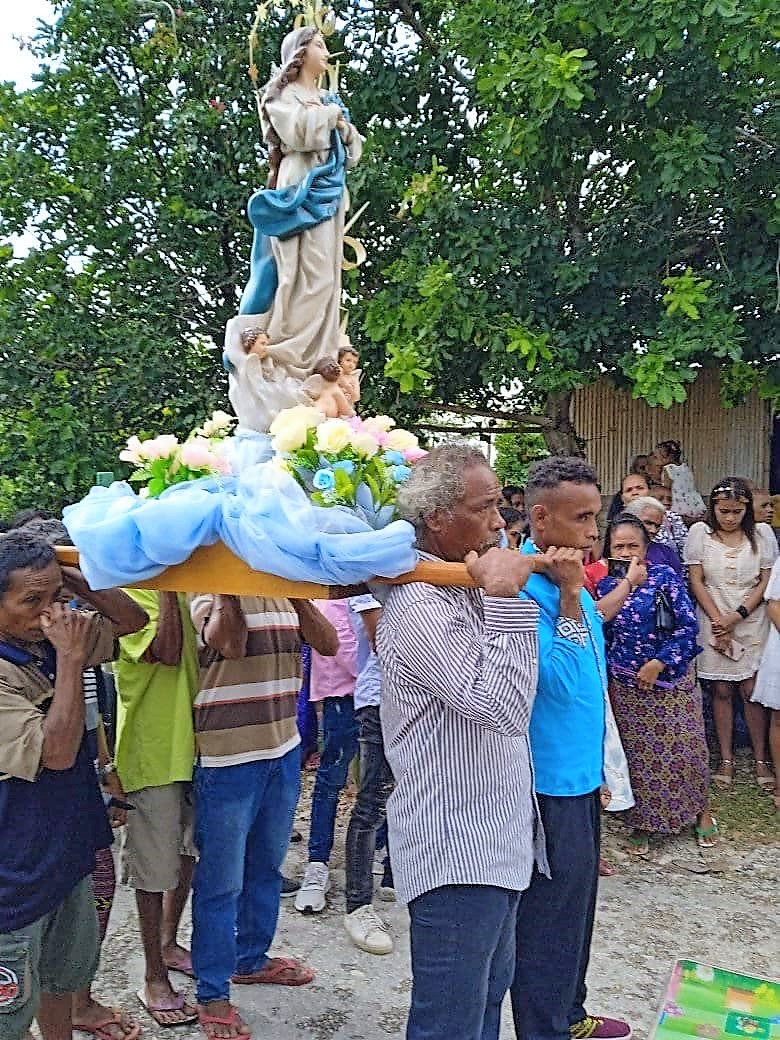
Einweihung der Kapelle von Larifano (2023)

In Libagua leben 1.472 Einwohner (2022), davon sind 720 Männer und 752 Frauen. Im Suco gibt es 258 Haushalte. Nahezu 100 % der Einwohner geben Makasae als ihre Muttersprache an.

## Politik
Bei den Wahlen von 2004/2005 wurde Abel de Carvalho Gama zum Chefe de Suco gewählt und 2009 in seinem Amt bestätigt. Bei den Wahlen 2016 und 2023 gewann Francisco de Carvalho Gama.
2023 wurden zum Chefe de Aldeias gewählt: Tadeo Manuel Ximenes (Buibata), Joanico da Costa Fereira (Larimuta), Jacinto Ximenes da Silva (Larino), João da Silva Gama (Libagua) und Carlos Manuel Gama (Tirilolo).